# Зельма, Розалия Борисовна
Розалия (Роза) Борисовна Зельма (урождённая Шухман, род. 26 июля 1938, Киев) — советский и российский художник-мультипликатор. Режиссёр и художник-постановщик многих мультипликационных фильмов.
Член АСИФА.

## Биография
Родилась в Киеве. Её отец был художником, работал в рекламе и декораторской киевского ЦУМа.
С 1952 по 1957 годы училась в Киевской ДХШ имени Тараса Шевченко. В 1959 году поступила во ВГИК, закончив его в 1965 году.
С 1965 по 1975 работала на киностудии «Союзмультфильм». С 1975 по 1995 — в творческом объединении «Экран», на студии «Мульттелефильм», а с 1996 по 2001 — в Московском профессиональном художественном лицее анимационной кинематографии № 333.
В 1997 году работала режиссёром телепрограммы «Мультпарад».
Розалия Зельма преподает в Институте радио и телевидения им. Литовчина.

## Фильмография
- Медвежонок на дороге (1965) — художник-постановщик
- Букет (1966) — художник-постановщик
- И у нас («Фитиль» № 43, 1966) — художник[5]
- Скамейка (1967) — художник-постановщик
- Забор (1967) (вошёл в сборник «Калейдоскоп-68») — художник-постановщик
- Велосипедист (в сборнике «Калейдоскоп-68», 1968) — художник-постановщик
- Русское мороженое (по заказу Внешторгрекламы, 1968) — художник-постановщик[6]
- Доисторическая новинка («Фитиль» № 81, 1969) — художник-постановщик
- Знаменитый утёнок Тим (1970) — художник-постановщик
- Сук («Фитиль» № 103, 1970) — художник-постановщик
- Самый младший дождик (1971) — художник-постановщик
- Старая игрушка (1971) — художник-постановщик
- С днём рождения (1972) — художник-постановщик
- Утёнок, который не умел играть в футбол (1972) — художник-постановщик
- Мы с Джеком (1973) — художник-постановщик
- Птичий рынок (1974) — художник-постановщик
- Мук-скороход (1975) — художник-постановщик
- Птичий праздник (1976) — художник-постановщик
- Тебе — атакующий класс! (1977) — художник[источник не указан 739 дней]
- Мальчик и девочка (1978) — режиссёр
- Девочка и дельфин (1979) — режиссёр
- Ушастик и его друзья (цикл фильмов с 1979 по 1982) — художник-постановщик
- Ночь рождения (1980) — режиссёр
- Филипок (1982) — режиссёр
- Фантазёр (1983) — режиссёр
- Баллада о формалисте (1983) — художник-постановщик
- Капля (1984) — режиссёр
- Голубой мяч (1984) — режиссёр
- Чужие окна (1985) — режиссёр
- Открытое окно (1986) — режиссёр
- Ленивое платье (1987) — режиссёр
- Тайна игрушек (1987) — режиссёр
- Брак по расчёту (1988) — режиссёр
- На суше и на море (1988) — режиссёр
- Счастливчик (1989) — режиссёр
- Пугало (1990) — режиссёр
- Женская астрология (1991) — режиссёр
- Старый автомобиль (1992) — режиссёр
- Капитан Пронин в космосе (1993) — режиссёр
- Капитан Пронин в Америке (1993) — режиссёр
- Возвращение кота Леопольда (4 фильма, 1993) — режиссёр
- Капитан Пронин в опере (1994) — режиссёр, сценарист
- Five oclock (1997) — художник
- Проклятые (1997) — художественный руководитель
- Сериал студенческих работ (1997) — художественный руководитель
- Шутка (1997) — художественный руководитель
- Слондайк-1 (1999) — режиссёр, художественный руководитель, актёр озвучивания
- Они (2002) — продюсер

## Диафильмы
Стихи немецких поэтов / рис. Роза Зельма. М.: Диафильм, 1968.

## Награды
- 1990 — «Пугало» — Приз «Фортуна» на Фестивале телефильмов.